# 1976年夏季残疾人奥林匹克运动会埃塞俄比亚代表团
1976年夏季残疾人奥林匹克运动会埃塞俄比亚代表团是埃塞俄比亚派出的1976年夏季残疾人奥林匹克运动会代表团。未获得奖牌。